# Брио (предузеће)
Брио је компаније дрвених играчака основана у Шведској. Основана је у малом граду у Сканији, у Јеталанду 1884. године од стране Ивара Бенгстина. Доста дуго, компанија се налазила у Осбију, у Сканији, у јужној Шведској. Године 1908. Иварова три сина су преузела компанију и преименовали је у Брио (BRIO) што је акроним за: BRöderna (браћа), Ivarsson, in (у) Osby. Године 2006. премештено је средиште ове компаније у Малме у Сканији. Најпознатија је по својим дрвеним возићима, продаваним у Европи од 1958. године. 

## Лекосеум
Компанија Брио је 1984. године основала Лекосеум (Lekoseum, од шведске речи leka, играти). Лекосеум је музеј играчака, у коме су изложене њихове играчке, али и играчке других фирми (нпр. Барби). Такође, деци је омогућено да се играју са великим бројем играчака. Од лета 2014. музеј је вођен самостално, и званично име је сада само Лекосеум.

## Производи
Брио је најпознатији по својим дрвеним возићима, продаваним у Европи од 1958. године; већина играчака је немоторизована и погодна за млађу децу. Аутомобили се повезују магнетима и лаки су за контролу. Задњих година, асортиман је проширен на батеријска возила са даљинским управљачем. Брио има лиценцу са Воз Томас дрвене возиће у неким деловима Европе, док у САД ту лиценцу има фирма Мател. 
Брио такође производи и сетове за састављање играчака. Дуге, танке дрвене летвице са равномерно распоређеним рупама повезане су заједно разним причвршћивачима од шарене пластике. Мала деца могу да граде чврсте и сложене конструкције.
Током шездесетих година 20. века, Брио је производио, такође, кућице за лутке и њихов намештај. Један део овог намештаја је веома тражен од стране колекционара јер се састоји од минијатурних реплика предмета данског дизајнера Арнеа Јакобсена. Комади укључују столицу 'јаје', столицу 'серије 7' и кауч 'лабуд'. 

## Недавна историја компаније
Компаније за играчке са Тајланда је имала заједничко предузеће са Бриом од 2001. до 2002/2003. године. Шведска инвестициона компанија Провентус је 2004. године постала главни акционар Бриа са више од 40% гласова. Исте године, Брио је преселио већину своје производње из Шведске у три фирме у провинцији Гаунгдунг, у Кини. 
Финансијски извештај објављен 2009. године показује да је током претходне године компаније имала финансијске проблеме. 
БРИО је купила Равенсбургер група 8. јануара 2015. године.